# Leitoscoloplos olei
Leitoscoloplos olei is een borstelworm uit de familie van de Orbiniidae. De wetenschappelijke naam van de soort werd voor het eerst geldig gepubliceerd in 2020 door Neal en Paterson.